# George Beardoe Grundy
Pour les articles homonymes, voir Grundy et George Grundy.
George Beardoe Grundy est un enseignant universitaire et historien britannique, né le 10 janvier 1861 à Aspull au Royaume-Uni, et mort le 6 décembre 1948 à Oxford au Royaume-Uni. Il est surtout connu pour ses ouvrages sur l'histoire militaire de la Grèce antique et de la Rome antique.

## Biographie
George Beardoe Grundy naît le 10 janvier 1861 à Wallasey au Royaume-Uni. Il suit une formation à la Risley School puis à la Lichfield Grammar School. Avant de commencer sa carrière d'enseignant universitaire, il sert un temps comme formateur dans l'armée britannique.
Il commence à enseigner dès l'âge de 16 ans. À 27 ans, il est accepté au Brasenose College à Oxford, où il reçoit en 1892 le titre de Geographical Student of the University of Oxford (« Étudiant en géographie de l'université d'Oxford), étant nommé dans la foulée lecturer en géographie de l'Antiquité. De 1897 à 1903, il assiste le professeur en histoire de l'Antiquité à Oxford. De 1903 à 1931, il est fellow et tutor en histoire de l'Antiquité au Corpus Christi College d'Oxford. De 1904 à 1917, il est tutor en histoire de l'Antiquité au Brasenose College d'Oxford. En 1899, il est distingué du titre proxime accessit (« prétendant au titre ») grâce à un article sur la Dacie romaine et, en 1900, il obtient le Conington Prize (un prix décerné par l'université d'Oxford pour un sujet relié à l'Antiquité).
Toute sa vie, il est un fervent partisan de l'establishment militaire et des valeurs qu'il véhicule. Il soutient aussi les partis politiques conservateurs, prône la démocratie, s'oppose au socialisme et admire l'aristocratie.

## Publications
(Sélection)
- (en) The Topography of the Battle of Platea: The city of Platea. The field of Leuctra, Londres, J. Murray, 1894 (lire en ligne)
- (en) The Great Persian War and its preliminaries; a study of the evidence, literary and topographical, Londres, J. Murray, 1901 (lire en ligne)[5]
- (en) Thucydides and the history of his age, Londres, J. Murray, 1911 (lire en ligne)
- (en) History of the Greek and Roman world. With two maps, Londres, Methuen, 1926
- (en) Saxon Charters of Worcestershire, Birmingham, Birmingham Archaeological Society, 1931
- (en) Saxon Oxfordshire: charters and ancient highways, Oxford, Oxfordshire Record Society, 1933
- (en) Saxon Charters and Field Names of Somerset, Taunton, Somersetshire Archaeological and Natural History Society, 1935
- (en) Fifty-years at Oxford: an unconventional autobiography, Londres, Methuen, 1945

Ses deux ouvrages majeurs, The Great Persian War and Its Preliminaries (1901) et Thucydides and the History of His Age (1911), sont des tentatives de réviser les interprétations humanistes du XIXe siècle et la vision de la démocratie athénienne.